# Peter DeFazio
Peter Anthony DeFazio, né le 27 mai 1947 à Needham (Massachusetts), est un homme politique américain, représentant démocrate de l'Oregon à la Chambre des représentants des États-Unis de 1987 à 2023. De 1986 à 2020, il est réélu tous les deux ans dans le sud-ouest de l'État (4e district).
Au Congrès, Peter DeFazio se spécialise dans les questions relatives aux transports. Il prend notamment la présidence de la commission sur les transports et les infrastructures de la Chambre des représentants à partir de 2019.

## Biographie

### Jeunesse et débuts en politique
Peter DeFazio est originaire du Massachusetts. Il obtient son bachelor of arts à l'université Tufts, puis son master of arts à l'université de l'Oregon à Eugene. De 1967 à 1971, il est réserviste de l'United States Air Force.
Entre 1977 et 1982, il fait partie de l'équipe du représentant démocrate Jim Weaver (en). En 1982, il est élu au conseil du comté de Lane. Il y siège de 1983 à 1986 et en prend la présidence les deux dernières années de son mandat.

### Élections à la Chambre des représentants des États-Unis

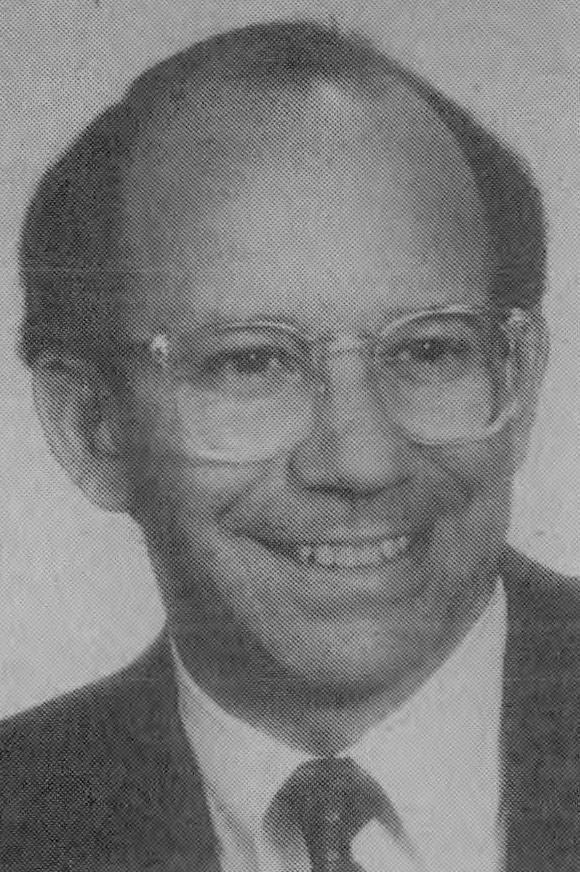
Peter DeFazio en 1986.

En 1986, Weaver ne se représente pas au Congrès. DeFazio est alors élu à la Chambre des représentants des États-Unis dans le 4e district de l'Oregon avec 54 % des voix. Entre 1988 et 2000, il est réélu tous les deux ans, réunissant entre 65 % et 72 % des suffrages ; il remporte même 86 % des voix en 1990, face à un candidat libertarien. Il est candidat au Sénat des États-Unis en 1995, mais il échoue de peu lors de la primaire démocrate face au représentant Ron Wyden.
En 2002, 2004 et 2006, il conserve son mandat de représentant avec plus de 60 % des suffrages. En 2008, il est réélu avec 82,3 % des voix, sans opposant républicain.
Lors des élections de 2010, il affronte le républicain Art Robinson, soutenu financièrement par le milliardaire new-yorkais Robert Mercer, directeur d'un important hedge fund,. À l'occasion d'une vague républicaine, il n'est réélu qu'avec 54,5 % des voix. En 2012, il affronte lors de la primaire démocrate Matthew Robinson, le fils d'Art Robinson âgé de 24 ans. Il remporte la primaire avec 90 % des voix. Lors de l'élection générale, il est réélu face à Robinson (père) avec 59,1 % des suffrages. En 2014, DeFazio et Robinson s'affrontent à nouveau ; Robinson étant toujours soutenu par Mercer. De Fazio l'emporte avec 58,6 % des voix.
Candidat à un nouveau mandat en 2016, il remporte largement les primaires démocrates avec plus de 90 % des voix. En novembre, il affronte une nouvelle fois Art Robinson qui arrive en tête de la primaire républicaine mais ne bénéficie plus du soutien de Mercer. Même si sa circonscription donne Hillary Clinton et Donald Trump à égalité (46,1 % contre 46,0 %), DeFazio bat facilement Robinson avec 55,5 % des suffrages. En 2018, il bat pour la cinquième fois Robinson en réunissant environ 57 % des voix contre 41 % pour le républicain. Lors des élections de 2020, il affronte Aleksander Skarlatos, connu pour avoir permis d'empêcher l'attentat du Thalys du 21 août 2015. Aleksander Skarlatos réussit à lever plus de fonds que Peter DeFazio (4,5 millions de dollars contre 3,8 millions) et l'élection devient la plus serrée de la carrière du représentant. Le démocrate est finalement réélu avec 51,6 % des suffrages, contre 46,3 % pour son adversaire républicain.

### Travail parlementaire

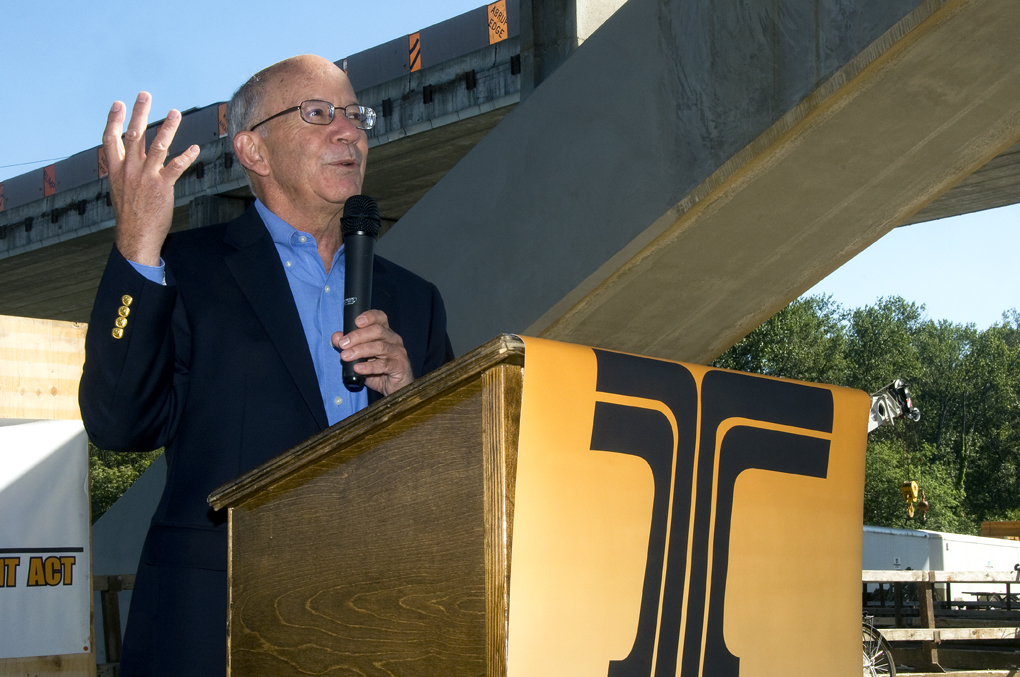
Peter DeFazio lors de l'inauguration d'un pont à Eugene en 2009.

Au cours de sa carrière, Peter DeFazio siège dans de nombreuses commissions parlementaires relatives aux transports et à l'environnement. De 2007 à 2011, alors que les démocrates sont majoritaires à la Chambre des représentants, il préside le sous-comité sur les autoroutes, le transit et les pipelines.
En 2019, il prend la présidence de la commission sur les transports et les infrastructures, grâce à la victoire des démocrates aux élections de 2018. À ce titre, il mène notamment les investigations parlementaires concernant les défaillances du Boeing 737 Max,. Après l'élection de Joe Biden, il joue un rôle important dans le vote de l'Infrastructure Investment and Jobs Act, un plan d'investissement dans les infrastructures d'environ un milliard de milliards de dollars, signé par le président le 15 novembre 2021. Il regrette toutefois que le plan n'aille pas assez loin en matière de lutte contre le réchauffement climatique et d'infrastructures de trains à grande vitesse. La loi avait en effet nécessité le soutien de plusieurs républicains au Sénat.
Le 1er décembre 2021, il annonce son retrait de la vie politique à l'issue des élections de 2022,. Parmi ces motivations, il cite le passage du plan d'investissement dans les transprts et le redécoupage de son district, désormais plus favorable aux démocrates. Âgé de 74 ans, il souhaite également préserver « sa santé et son bien-être ». La presse évoque la forte probabilité que les démocrates redeviennent minoritaires au parlement en 2022 comme un facteur de décision.

## Positions politiques
Peter DeFazio est considéré comme l'un des démocrates les plus progressistes de la Chambre des représentants.
Il s'oppose aux traités de libre-échange, dont l'ALENA et le TPP. Il est en faveur d'une régulation du secteur bancaire et financier. À ce titre, il considère le Dodd-Frank Act de 2010 comme le strict minimum et regrette qu'il ne se rapproche pas davantage du Glass-Steagall Act.
Durant l'ensemble de sa carrière, il soutient un plan d'investissement massif dans les infrastructures de transport du pays, pour favoriser une approche plus respectueuse de l'environnement,. En 2009, il vote contre le plan de relance porté par Barack Obama, estimant qu'il est trop modéré en matière d'investissement dans les infrastructures. Au cours de la décennie suivante, il est l'un des soutiens du Green New Deal.